# Antoine Claire Thibaudeau
Pour les articles homonymes, voir Thibaudeau.
Antoine Claire Thibaudeau, né à Poitiers le 23 mars 1765 et mort à Paris le 9 mars 1854, est un homme politique français, député de la Vienne à la Convention nationale, président de celle-ci en mars 1795, il devient également président du Conseil des Cinq-Cents en 1796 puis préfet des Bouches-du-Rhône sous Napoléon Ier.

## Biographie

### Jeunesse et éducation
Il est le fils de René-Antoine Hyacinthe Thibaudeau (Saint-Hilaire-de-Celle 1737-Poitiers 1813) et de Jeanne Thérèse Voyer (1738-1783).
Il mène des études pour devenir avocat comme son père dans une école tenue par les séculiers. Il étudie ensuite à l'école de droit de Poitiers.
Il est finalement reçu comme avocat auprès du présidial de Poitiers en 1787.

### La carrière révolutionnaire

#### Premiers pas en politique
Son père ayant été élu député du Poitou aux États généraux, il l'accompagne à Versailles puis à Paris. Il assiste aux premiers évènements révolutionnaires et, après les journées des 5 et 6 octobre 1789, retourne à Poitiers fonder une société populaire. 
En 1790, il retourne dans la capitale pour assister en tant que délégué de la garde nationale de Poitiers à la Fête de la Fédération. Dans le sillage de son père, il fréquente alors les milieux de la gauche révolutionnaire et ses meneurs, Buzot, Pétion et Robespierre. La même année, il est élu substitut du procureur de la Commune de Poitiers.
En 1791, il grimpe un échelon dans la hiérarchie municipale poitevine et est nommé procureur syndic de la commune. La même année il épouse à Montreuil-Bellay Marie-Marthe Tribert, fille d'un négociant.

### A la Convention nationale

#### Un député aux positions floues
En septembre 1792, Thibaudeau est élu par le département de la Vienne à la Convention nationale, le septième sur huit, par 201 voix sur 362 votants. À 27 ans, c'est l'un des plus jeunes représentants élus. De retour à Paris, il refuse d'entrer au club des Jacobins et ne prend pas tout de suite parti entre les Montagnards et les Girondins. C'est un montagnard non jacobin à l'instar de Cambon, Barère et Carnot. 
Le 3 décembre 1792, il donne son opinion sur le jugement de Louis XVI, concluant à la nécessité de juger le roi.
Lors du procès du roi, le 15 janvier et les jours suivants, il se prononce pour la culpabilité du roi, contre la ratification du jugement du peuple, pour la peine de mort et contre le sursis. Il est absent lors du scrutin demandant la mise en accusation contre Marat, mais tient des positions hostiles à l'Ami du peuple, à l'instar de nombreux montagnards non jacobins. 
Le 8 mai 1793, il est parmi les commissaires envoyés dans les sections de Paris, puis est adjoint aux Commissaires envoyés dans le département de la Vienne. Il était en mission à l’armée des côtes de La Rochelle, lors du scrutin du 28 mai, demandant que le décret qui avait cassé la Commission des Douze soit rapporté. Selon les critères requis par Alison Patrick et Françoise Brunel ayant voté quatre fois sur cinq fermement contre la Gironde (appel au peuple, mort du roi, sursis, rétablissement de la Commission des Douze) dans les votes nominaux de l'année 1793 puis appartenu en l'an II à un comité de la Convention, il était bien montagnard.  
Se trouvant à Poitiers lors de la chute des Girondins, il voit la Vienne se soulever contre la Convention. Toutefois, il parvient à raisonner les autorités locales et à les ramener dans le giron de la Convention.

#### Sous la Terreur
Rappelé à Paris, Thibaudeau apprend que son père, son beau-père et trois de ses oncles, compromis avec les fédéralistes, sont emprisonnés. Sans doute pour obtenir leur salut, il se rallie alors franchement aux Montagnards. Il va même jusqu'à siéger vêtu d'une carmagnole et coiffé d'un bonnet phrygien.
Sa situation demeure toutefois précaire, d'autant plus que le chef des Jacobins de Poitiers, Pierre-François Piorry, est son ennemi personnel.
Pendant la Terreur, Thibaudeau s'abstient de toute intervention pouvant le compromettre. Néanmoins, élu au Comité d'instruction publique, il fait rejeter le projet de Lepeletier de Saint-Fargeau, soutenu pourtant par Robespierre. Il rédige également une Instruction pour les écoles de vaisseaux et un Recueil des actions héroïques et critiques des républicains français qui aurait dû être lu en public chaque décadi. 
Proche de Danton, il part à Sèvres le 24 mars 1794 prévenir ce dernier des menaces que fait peser le Comité de salut public sur sa tête. Mais le tribun, confiant en son destin, ne l'écoute pas et sera guillotiné quelques jours plus tard. 

#### La réaction thermidorienne
Après le 9 thermidor, Thibaudeau garde a priori une certaine neutralité, cherchant un juste milieu entre les Montagnards de l'an III et les "réacteurs". Il défend les sociétés populaires et déclare que le Comité de salut public a sauvé la France mais s'est déshonoré "en se donnant le droit de vie ou de mort sur tous les citoyens."
Il prend finalement parti pour la réaction thermidorienne. Il se prononce ainsi pour l'abolition de la loi des suspects et de la loi du maximum général. Il défend Carnot mais vote la déportation de Barère, Collot d'Herbois et Billaud-Varenne. 
En parallèle, il poursuit ses travaux au Comité d'instruction, participant à la création du musée des arts du Louvre et à l'organisation du Muséum d'histoire naturelle. Il publie aussi une Histoire du terrorisme dans la Vienne.
Thibaudeau devient président de la Convention du 6 au 24 mars 1795. Il demande que la Convention prenne fermement en main les pouvoirs de décisions, et combat ainsi les rébellions de germinal et de prairial. Il réclame ensuite des mesures contre ses collègues ayant soutenu les émeutiers.
En avril 1795, il combat les représentants du peuple en mission : « Avec les pouvoirs dont ils sont revêtus les représentants continuent à entraver la marche du gouvernement et à détruire son unité ».
Devenu l'une des principales figures de la Convention thermidorienne il est élu au Comité de sûreté générale, et enfin membre du Comité de salut public le 1er septembre 1795. Il y est chargé avec son collègue Théophile Berlier de la conduite de la guerre.
Élu membre de la commission chargée de rédiger la constitution, il contribue au vote ainsi qu’à la mise en vigueur de la Constitution de l'an III. 
Après le 13 vendémiaire, à la veille de la séparation de la Convention, il s'oppose vigoureusement à Tallien qui propose de casser les élections et de reporter l'instauration de la nouvelle constitution. Il déclare: "Je serai la barre contre laquelle viendront se briser tous les complots des factieux quels qu'ils soient." Il gagne ainsi son surnom de "Thibaudeau-barre de fer."

### Carrière sous le Directoire
Très populaire, Thibaudeau est élu au Conseil des Cinq-Cents par trente-deux départements. Il choisit de nouveau de siéger pour la Vienne et est élu président du premier bureau de l'Assemblée. Il préside le Conseil du 20 février au 20 mars 1796.
Sous le Directoire, il évolue franchement vers la droite. Il combat violemment la Conspiration des Égaux de Babeuf, s'oppose au serment de "haine à la royauté" et à la loi excluant les parents d'émigrés des listes électorales. Il est aussi hostile à la création du ministère de la Police. Enfin, il s'en prend à sa bête noire Tallien qu'il traite de "septembriseur" et de terroriste. 
Combattant tous les extrémistes, qu'ils soient jacobins ou royalistes, il déclare préférer encore la guerre civile au "retour des échafauds", phrase qui lui vaut bien des attaques.
En l'an V, Thibaudeau se lie avec les Clichiens tout en se défendant de tout royalisme. Il semble alors se rapprocher des constitutionnels de Mathieu Dumas. Il déconseille pourtant le choix de Barthélemy au poste de Directeur, le jugeant de caractère faible et incompétent. 
Au printemps 1797, il est omniprésent à la tribune des Cinq-Cents, où il attaque aussi bien les royalistes déclarés que les partisans du Directoire. Il s'en prend aussi au "clan" de Madame de Stael, accusant cette dernière de "se mêler de choses qui ne sont pas de son fait, renonçant d'elle même aux ménagements qui sont dus à son sexe."
Dans le même temps, il est élu commissaire-inspecteur des Cinq-Cents aux côtés de députés tels que Pichegru ou Rovère.
Ceci le fait inscrire sur la liste des députés à proscrire lors du coup d'État du 18 fructidor an V, mais une intervention de son ami Boulay de la Meurthe le sauve de la déportation. Il refuse même de démissionner de son mandat de représentant, mais il est par la suite contraint de faire profil bas.
En l'an VI, il n'est pas réélu, ce qui met un terme provisoire à sa carrière politique. Il s'établit alors comme avocat à Paris.

### Thibaudeau sous Napoléon

#### Le ralliement à Bonaparte
Thibaudeau reste cependant en lien avec certains cercles politiques, notamment ceux proches de Sieyès et du général Bonaparte. Il applaudit au coup d'État du 30 prairial an VII éliminant ses ennemis La Révellière-Lépeaux et Merlin de Douai, mais craint ensuite le retour au pouvoir des néo-jacobins.
Le coup d'État du 18 Brumaire lui permet de revenir en politique. Présenté à Bonaparte par Boulay de la Meurthe, il entre dans la sphère des conseillers du Premier Consul. Celui-ci semble s'être vite lassé de l'ancien conventionnel et le nomme préfet du département de la Gironde le 27 février 1800. 
La même année, il fait son entrée au Conseil d'État, où il travaille à l’élaboration du Code civil français et est chargé de diverses missions secondaires. En 1802, il présente au Corps législatif un exposé sur la situation de la République. Admirateur de Bonaparte mais républicain rigoureux, il s'oppose discrètement au Concordat de 1801 et au Consulat à vie. 
En 1803, il échange son poste à Bordeaux contre celui de préfet des Bouches-du-Rhône, où il succède à Charles Delacroix. Il reste onze ans à ce poste où il tente de ramener la concorde dans une ville très agitée par les évènements révolutionnaires. Il est toutefois accusé de se laisser diriger par l'archevêque d'Aix-en-Provence Champion de Cicé.

#### Un notable de l'Empire
Commandeur de la Légion d'honneur en 1804, il se résout à accepter l'instauration de l'Empire.
Le 20 août 1809, il est créé chevalier de l'Empire, puis comte le 31 décembre de la même année. 
Devenu un fervent bonapartiste, il se montre toutefois déçu de ne pas obtenir un poste plus élevé que sa préfecture marseillaise.
En 1814, au moment de la Première Restauration, Thibaudeau démissionne de toutes ses fonctions et doit quitter Marseille sous un déguisement pour échapper aux royalistes. Il tente de se réfugier à Bruxelles mais ses amis le détournent de ce projet.

#### Les Cent-Jours et le soutien à Napoléon
Contraint de se cacher, Thibaudeau participe à partir de l'automne 1814 à des réunions secrètes réunissant des opposants aux Bourbons tels que Fouché ou Carnot. Afin de rallier les bonapartistes, il voyage en Allemagne, en Suisse, en Italie et aux Pays-Bas et obtient des sommes d'argent de la part de Joseph et Lucien Bonaparte.
Il réapparaît sur le devant de la scène avec le retour de Napoléon et les Cent-Jours. L'empereur le récompense de son soutien en le nommant commissaire de la 6e division militaire, puis le charge de lever les gardes nationales de Bourgogne et d'y épurer l'administration des royalistes.
Le 2 juin 1815, le comte Thibaudeau est nommé Pair de France. Après la bataille de Waterloo, il est l'un des plus fermes soutiens de Napoléon et tente par tous les moyens d'empêcher la restauration des Bourbons. Le 29 juin, Napoléon ayant abdiqué en faveur de son fils, il prononce un violent discours dans lequel il combat la volonté de la Septième Coalition de rétablir Louis XVIII.

### La prison et l'exil
Il quitte Paris en fugitif à la veille du retour de Louis XVIII et se réfugie en Suisse avec son fils. Il est arrêté à Lausanne par l'archiduc Jean d'Autriche et incarcéré à Bâle, puis à Fribourg.
Il est ensuite interné à Colmar avant d'être expulsé par la loi bannissant les régicides du royaume.
L'ancien préfet s'installe alors à Prague où il se consacre à l'étude de l'allemand. Il y côtoie son ami Joseph Fouché, mais les deux hommes vont se brouiller à cause d'une sordide histoire de mœurs, son fils Adolphe Thibaudeau ayant tenté de séduire la jeune duchesse d'Otrante. En 1818, il refuse la possibilité qui lui est proposée de rentrer en France. 
En 1819, Thibaudeau part pour Vienne, puis pour la Bavière à Augsbourg où il est rejoint par son neveu, Aimé Thomé de Gamond, avant de se fixer à Bruxelles en 1823. Il y publie ses Mémoires sur la Convention et le Directoire qui déplaisent grandement au gouvernement des Bourbons. Les Pays-Bas lui ordonnent alors de quitter leur territoire "dans les vingt-quatre heures", mais il peut finalement rester grâce à ses relations.
Entre 1827 et 1828, il publie son Histoire de Napoléon en cinq volumes, mais des difficultés avec son éditeur Cotta le mettent dans la gêne financière.

### Le retrait sous la monarchie de Juillet
La Révolution de 1830 et la chute de Charles X lui permettent de rentrer en France. Il se débarrasse de ses soucis financiers en obtenant sa retraite de conseiller d'État. 
En mai 1831, le comte assiste aux funérailles de son ami l'abbé Grégoire, au cours desquelles il prononce un discours violent où il "jure de consacrer sa vie au culte de la patrie et de la liberté."
Son fils Adolphe Thibaudeau s'engage en politique aux côtés des libéraux. Il participe ainsi aux Trois Glorieuses et collabore au National sous la direction d'Armand Carrel.
Il se tient toutefois à l'écart des affaires politiques sous la monarchie de Juillet. Il poursuit ses travaux, publie un roman historique (La Bohême) en 1843 et prépare une Histoire abrégée de la Révolution.

### 1848: dernières ambitions politiques
En février 1848, Thibaudeau semble plutôt heureux du retour de la République tout en se montrant favorable au maintien de l'ordre social. Il demeure ainsi un républicain conservateur.
Malgré ses 83 ans, il se présente aux élections d'avril 1848 dans les Bouches-du-Rhône, soutenu par quelques notables provençaux, mais il est nettement battu. Peut-être les Marseillais gardaient-ils un mauvais souvenir de leur ancien préfet.
En décembre, il ne prend pas parti lors de l'élection présidentielle. Néanmoins, demeuré proche de la maison Bonaparte et notamment du roi Jérôme, il se rallie à Louis-Napoléon Bonaparte et devient un fidèle soutien du Prince-Président.

### Le «Nestor» de Napoléon III
Thibaudeau applaudit le coup d'État du 2 décembre 1851 et soutient le rétablissement de l'Empire. Napoléon III apprécie grandement le vieux révolutionnaire qu'il appelle son Nestor.
L'empereur le nomme ainsi sénateur en 1852 puis Grand officier de l'Ordre de la Légion d'honneur l'année suivante. Il est doté d'une pension de trente mille francs.
Né sous Louis XV, ayant connu cinq rois, deux empereurs et deux républiques, Thibaudeau meurt de la goutte le 9 mars 1854 à deux semaines de ses 89 ans. Il était alors le dernier survivant des conventionnels. L'historien Alphonse Aulard s'est souvenu l'avoir rencontré étant enfant.
Il est l’auteur des Mémoires sur la Convention et le Directoire ; des Mémoires sur le Consulat et sur l’Empire, d’une Histoire générale de Napoléon, ainsi que d'un roman historique inédit, Les Calvinistes, chronique poitevine, ou le Poitou au seizième siècle.
De la correspondance d'Antoine-Claire Thibaudeau est conservée aux Archives nationales sous la cote 216AP.

## Œuvres
- Mémoires de A. C. Thibaudeau (1799-1815), Librairie Plon, Paris, troisième édition 1913,in-8 de 572 pages.
- Histoire de la campagne d'Italie sous le règne de Napoléon le Grand, Imprimerie de Mme Huzard, Paris, 1839 réédition, In-8°.